# Филипински тайфунник
Филипински тайфунник (Pterodroma neglecta) е вид птица от семейство Procellariidae.

## Разпространение
Видът е разпространен в Австралия, Маршалови острови, Мексико, Микронезия, Нова Зеландия, Норфолк, Питкерн, Френска Полинезия и Чили.